# Сварупс, Каспар
Ка́спар Сва́рупс (латыш. Kaspars Svārups; род. 28 января 1994, Вентспилс) — латвийский футболист, нападающий.

## Карьера
Воспитанник вентспилсского «Транзита», летом 2009 года Каспар Сварупс был заявлен в основной состав клуба, и вскоре он дебютировал в Высшей лиге Латвии.
С 2011 года играл за «Вентспилс», но долгое время не был игроком стартового состава, часто отдавался в аренды или играл за фарм-клуб. Обладатель Кубка Латвии 2011 и 2017 годов, финалист 2015 года (во всех финалах не играл). В 2018 году переходил в «Спартак» (Юрмала), но затем вернулся в «Вентспилс».

## Статистика выступлений
| Выступление      | Выступление           | Выступление      | Чемпионат | Чемпионат | Кубок | Кубок | Еврокубки | Еврокубки | Итого | Итого |
| Клуб             | Лига                  | Сезон            | Игры      | Голы      | Игры  | Голы  | Игры      | Голы      | Игры  | Голы  |
| ---------------- | --------------------- | ---------------- | --------- | --------- | ----- | ----- | --------- | --------- | ----- | ----- |
| Транзит          | Высшая лига           | 2009             | 2         | 0         | ?     | ?     | —         | —         | ?     | ?     |
| Транзит          | Высшая лига           | 2010             | 17        | 0         | ?     | ?     | —         | —         | ?     | ?     |
| Вентспилс-2      | Первая лига           | 2011             | 12        | 4         | —     | —     | —         | —         | 12    | 4     |
| Вентспилс        | Высшая лига           | 2012             | 13        | 1         | 2     | 0     | 0         | 0         | 15    | 1     |
| Вентспилс-2      | Первая лига           | 2012             | 6         | 2         | —     | —     | —         | —         | 6     | 2     |
| Рубин-М          | Молодёжное первенство | 2012/13          | 5         | 0         | —     | —     | —         | —         | 5     | 0     |
| ДЮСШ Илуксте     | Высшая лига           | 2013             | 6         | 1         | —     | —     | —         | —         | 6     | 1     |
| Юрмала           | Высшая лига           | 2013             | 3         | 0         | 1     | 0     | —         | —         | 4     | 0     |
| Вентспилс        | Высшая лига           | 2012             | 0         | 0         | 0     | 0     | 0         | 0         | 0     | 0     |
| Всего за карьеру | Всего за карьеру      | Всего за карьеру | 64        | 8         | ?     | ?     | 0         | 0         | ?     | ?     |

## Достижения
- Чемпион Латвии: 2011
- Обладатель Кубка Латвии: 2011
- Финалист Балтийской лиги: 2011